# Mörkstrupig myrtörnskata
Mörkstrupig myrtörnskata (Thamnomanes ardesiacus) är en fågel i familjen myrfåglar inom ordningen tättingar.

## Utseende och läte
Mörkstrupig myrtörnskata är en liten myrtörnskata. Hanen är helt skiffergrå. De flesta individer har också en fransig svart strupfläck. Honan är brun med mer beigefärgad buk. Jämfört med liknande blågrå myrtörnskata och askgrå myrtörnskata är den mer kortstjärtad med inte lika upprätt hållning, medan svartkronad myrtörnskata har kraftigare näbb.

## Utbredning och systematik
Mörkstrupig myrtörnskata delas in i två underarter med följande utbredning:
- Thamnomanes ardesiacus ardesiacus – förekommer från sydöstra Colombia till östra Peru, nordöstra Bolivia och angränsande Brasilien (sydöstra Acre)
- Thamnomanes ardesiacus obidensis – förekommer från östra Colombia till östra Venezuela, Guyana och norra Amazonområdet i Brasilien

## Levnadssätt
Mörkstrupig myrtörnskata hittas i undervegetation i låglänt regnskog. Där är den en av de mest framträdande ledarna i kringvandrande artblandade flockar.

## Status och hot
Arten har ett stort utbredningsområde, men tros minska i antal, dock inte tillräckligt kraftigt för att den ska betraktas som hotad. Internationella naturvårdsunionen IUCN listar arten som livskraftig (LC).